# Manderveen
Manderveen est un village situé dans la commune néerlandaise de Tubbergen, dans la province d'Overijssel. Le 1er janvier 2007, le village comptait 640 habitants.